# 根瑙杰
根瑙杰（Kannauj）是印度北方邦根瑙杰县的一个城镇。总人口71530（2001年）。在古籍中稱為曲女城。

## 人口
该地2001年总人口71530人，其中男性37776人，女性33754人；0—6岁人口10931人，其中男5870人，女5061人；识字率58.49%，其中男性为63.99%，女性为52.33%。